# Trần Thân công
Trần Thân Công (chữ Hán: 陳申公; trị vì: 985 TCN-961 TCN), tên thật là Quy Tê Hầu (媯犀侯), là vị vua thứ hai của nước Trần – chư hầu nhà Chu trong lịch sử Trung Quốc.
Trần Thân Công là con của Trần Hồ công – vua đầu tiên nước Trần. Năm 986 TCN, Hồ Công mất, Quy Tê Hầu lên nối ngôi, tức là Trần Thân Công.
Sử sách không ghi chép sự kiện xảy ra liên quan tới nước Trần trong thời gian ông làm vua.
Năm 961 TCN, Trần Thân Công qua đời. Ông ở ngôi được 25 năm. Em ông là Quy Cao Dương lên nối ngôi, tức là Trần Tương công.